# John Oldcastle

Armoiries de la famille Oldcastle de Herefordshire.

John Oldcastle (v. 1378 – 14 décembre 1417) est un leader lollard anglais. Il est jugé pour hérésie contre l'Église, mais parvient à s'échapper de la tour de Londres. Capturé à nouveau, il est exécuté, et devient un martyr. 

## Biographie
Oldcastle est le fils de Richard Oldcastle d'Almeley du Herefordshire.
En 1400, il sert dans l'expédition punitive vers l'Écosse. En 1401, il prend la charge du château de Builth au pays de Galles. En 1404, Oldcastle représente le Herefordshire au Parlement. Il épouse en 1408 Jeanne, l'héritière du titre de baron Cobham, ce qui lui permet de siéger au Parlement. Il est ainsi connu en tant que « bon seigneur Cobham ».
En 1411, il obtient la confiance, l'estime et l'amitié d'Henri de Monmouth, prince de Galles, qui l'envoie en expédition en France. En 1413, Monmouth, devenu le roi Henri V raisonne Oldcastle, mais le chevalier refuse obstinément d'embrasser l'« église mère ». Sa dévotion aux enseignements de John Wyclif lui apporte la condamnation pour hérésie contre l'Église d'Angleterre. Excommunié, il est arrêté le 23 septembre 1413. 
Parvenant à s'échapper de la tour de Londres, il se réfugie au pays de Galles. À la suite de l'échec d'un soulèvement contre le roi le 9 janvier 1414, une récompense de 500 marks est offerte par le roi pour sa capture. Il est capturé en novembre 1417, près de Welshpool, par le seigneur Edward Charleton. Oldcastle est conduit à Londres. Condamné à mort par le roi, il est accroché au-dessus d'un feu lent et meurt en martyr le 14 décembre 1417.

## Lien avecFalstaff
Il est un des modèles potentiels qui servirent au Falstaff de William Shakespeare.
À la création de Henry IV (première partie), le personnage de Falstaff s'appelait sir John Oldcastle,. Dutton considère que, depuis la publication de l'Oxford Shakespeare en 1986,  la preuve est faite que le sir John Falstaff de Henry IV (première partie) et Henry IV (deuxième partie) s'appelait sir John Oldcastle avant l'édition de Henry IV (première partie).
Shakespeare a tout simplement repris un personnage figurant dans The Famous Victories of Henry V, un des ouvrages qui lui a servi de base de travail pour écrire sa propre pièce. The Famous Victories est une pièce de théâtre anonyme, jouée par la troupe de la reine à Londres. Elle raconte la transformation quasi miraculeuse du jeune prince Hal (le futur Henri V), passant d'une jeunesse débridée en compagnie d'un chevalier dissolu, sir John Oldcastle, à un roi héroïque et vainqueur. 
À la demande du 10e baron Cobham, William Brooke, outré de voir son ancêtre ridiculisé et traité de façon injuste dans un spectacle public inversant un modèle de courage et d'ascétisme en un bouffon, poltron, ivrogne et libidineux, la reine Élisabeth Ire invite Shakespeare à faire disparaître le nom d'Oldcastle de sa pièce Henry IV (première partie). Shakespeare s'exécute bien entendu. Mais plutôt que d'inventer un nom nouveau, Shakespeare se tourne vers une de ses précédentes créations, un certain sir John Fastolf, qui fait deux fugitives apparitions dans Henry IV (première partie), et qui a aussi l'étiquette de couard. Il en modifie légèrement l'orthographe en John Falstaff.